# Close to Me (Ellie Goulding e Diplo)
Close to Me è un singolo della cantante britannica Ellie Goulding e del DJ statunitense Diplo, pubblicato il 24 ottobre 2018 ed incluso come traccia bonus nel quarto album in studio di Ellie Goulding Brightest Blue.

## Descrizione
Il brano, che vede la collaborazione del rapper statunitense Swae Lee, è stato scritto dalla stessa cantante in collaborazione con K Brown, Peter Svensson, Savan Kotecha, Ilya Salmanzadeh e Diplo; questi ultimi due ne sono anche i produttori, insieme ad Alvaro e Bas van Daalen.

## Video musicale
Il video musicale, girato a Budapest, è stato reso disponibile il 14 novembre 2018.

## Tracce
Download digitale
1. Close to Me (feat. Swae Lee) – 3:02

## Successo commerciale
Nella Official Singles Chart britannica ha debuttato alla 38ª posizione, risalutando il secondo ingresso più alto della settimana grazie a 12 787 unità distribuite. Ha in seguito raggiunto la 17ª posizione con 18 317 unità di vendita totalizzate nella settimana del 14 dicembre 2018.
In Italia è stato il 59º singolo più trasmesso dalle radio nel 2019.

## Classifiche

### Classifiche settimanali
| Classifica (2018-19) | Posizione massima |
| -------------------- | ----------------- |
| Australia            | 25                |
| Austria              | 32                |
| Belgio (Fiandre)     | 16                |
| Belgio (Vallonia)    | 4                 |
| Canada               | 24                |
| Croazia              | 16                |
| Estonia              | 10                |
| Finlandia            | 20                |
| Francia              | 91                |
| Germania             | 44                |
| Grecia               | 29                |
| Irlanda              | 8                 |
| Islanda              | 14                |
| Italia               | 56                |
| Lettonia             | 11                |
| Libano               | 14                |
| Lituania             | 8                 |
| Malaysia             | 17                |
| Nuova Zelanda        | 17                |
| Paesi Bassi          | 22                |
| Polonia              | 6                 |
| Portogallo           | 40                |
| Regno Unito          | 17                |
| Repubblica Ceca      | 15                |
| Romania              | 63                |
| Russia               | 9                 |
| Singapore            | 10                |
| Slovacchia           | 26                |
| Slovenia             | 6                 |
| Stati Uniti          | 24                |
| Svezia               | 38                |
| Svizzera             | 52                |
| Ungheria             | 16                |

### Classifiche di fine anno
| Classifica (2019) | Posizione |
| ----------------- | --------- |
| Australia         | 88        |
| Belgio (Fiandre)  | 72        |
| Belgio (Vallonia) | 47        |
| Canada            | 45        |
| Islanda           | 46        |
| Lettonia          | 70        |
| Polonia           | 91        |
| Portogallo        | 143       |
| Russia            | 51        |
| Stati Uniti       | 58        |